# Кулушић
Кулушић је био концертни клуб у Загребу, који је био домаћин многих познатих међународних наступа и свих значајних наступа из региона. Посебно је повезан са југословенским новоталасним актима касних 1970-их и раних 1980-их. У Кулушићу су снимљени многи ливе албуми који су данас део музичке историје бивше Југославије. Филм, Бијело дугме и Азра снимили су своје уживо албуме у Кулушићу 1981. затим Булдожер, Хаустор и Леб и сол 1982. и Екатарина Велика и Електрични оргазам 1986. Давор Гобац из Психомодо попа представио је свој злогласни сценски чин свлачења на свирци 1983. у Кулушићу. Бајага и инструктори, један од најистакнутијих југословенских поп-рок бендова, одржали су свој први концерт у Кулушићу, 12. априла 1984.
Од свог оснивања 1966. Кулушић је водио огранак Савеза социјалистичке омладине Југославије СР Хрватске (ССОХ), омладинско крило Савеза комуниста Хрватске (СКХ). Током 1987. свакодневно вођење клуба преузео је Tomo in der Mühlen.